# Sotirios Sotiropoulos

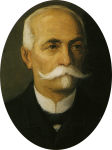
Sotirios Sotiropoulos

Sotirios Sotiropoulos (griechisch: Σωτήριος Σωτηρόπουλος) (* 1831 in Nafplio, Argolis; † 1898 in Athen) war ein griechischer Politiker und kurzzeitig Ministerpräsident.
Nach dem Schulbesuch absolvierte er ein Studium der Rechtswissenschaften.
Er begann seine politische Laufbahn 1863 mit der Wahl zum Mitglied des Verfassungskonvents. 1865 wurde er zum Abgeordneten der Nationalversammlung (Voulí ton Ellínon) gewählt, der er bis zu seinem Tod angehörte.
Bereits 1864 wurde er erstmals zum Wirtschaftsminister ernannt. Dieses Amt übte er nach den Parlamentswahlen von 1865, 1870, 1876, 1877 und 1880 auch immer in den zehn Kabinetten des Ministerpräsidenten Alexandros Koumoundouros (März bis November 1865, November 1865, Dezember 1866 bis Januar 1868, Dezember 1870 bis November 1871, Oktober 1875 bis Dezember 1876, Dezember 1876 bis März 1877, Juni 1877, September 1877 bis November 1878, November 1878 bis März 1880 und Oktober 1880 bis März 1882) aus.
Am 15. Mai 1893 wurde Sotiropoulos von König Georg I. zum Ministerpräsidenten ernannt. Von diesem Amt trat er jedoch bereits am 11. November 1893 wieder zurück.
Später wurde er Opfer einer Entführung, über die er in einem Buch berichtete.

## Biographische Quellen und Hintergrundinformationen
- Biographie
- Evi Koukouraki: Von den griechischen Befreiungskriegen bis in die Gegenwart: Geschichte des jungen Griechenlands. 2003
- The Greek Economy 1833–1897

| Vorgänger           | Amt                                   | Nachfolger          |
| ------------------- | ------------------------------------- | ------------------- |
| Charilaos Trikoupis | Premierminister von Griechenland 1893 | Charilaos Trikoupis |

| Personendaten    | Personendaten                                           |
| ---------------- | ------------------------------------------------------- |
| NAME             | Sotiropoulos, Sotirios                                  |
| KURZBESCHREIBUNG | griechischer Politiker und kurzzeitig Ministerpräsident |
| GEBURTSDATUM     | 1831                                                    |
| GEBURTSORT       | Nafplio, Argolis                                        |
| STERBEDATUM      | 1898                                                    |
| STERBEORT        | Athen                                                   |